# ليونارد سترونج
ليونارد سترونج (بالإنجليزية: Leonard Strong)‏ هو ممثل أمريكي، ولد في 12 أغسطس 1908 بسولت ليك في الولايات المتحدة، وتوفي في 23 يناير 1980 في الولايات المتحدة.

## أعمال

### أفلام
- (1945) دماء على الشمس
- (1946) أنا وملك سيام
- (1952) المدينة الذرية
- (1953) شين[1]
- (1955) الحب شيء رائع
- (1956) الملك وأنا

## وصلات خارجية
- ليونارد سترونج على موقع IMDb (الإنجليزية)
- ليونارد سترونج على موقع قاعدة بيانات الفيلم (الإنجليزية)